# Knochengeld

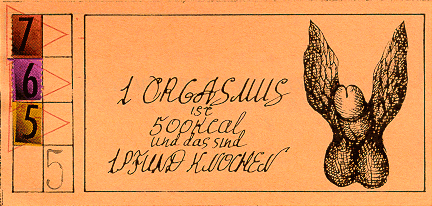
Geldschein zu 20 Knochen, gestaltet von Igor Zaidel (GUS/Berlin), Vorderseite

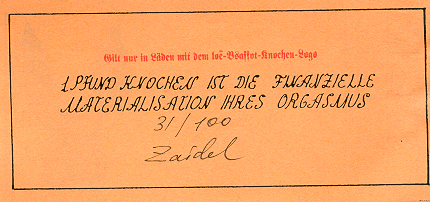
Geldschein zu 20 Knochen, gestaltet von Igor Zaidel (GUS/Berlin), Rückseite

Das Knochengeld war eine Kunstaktion und zugleich eine Form von Freigeld, die im Zeitraum vom 6. November bis 29. Dezember 1993 im Rahmen der Kunstaktion „Knochengeld-Experiment – Künstler machen Geld, die Galerie als Bank, die Wechselstube“ im Berliner Stadtteil Prenzlauer Berg im Umlauf war. Initiiert wurde das Projekt auch von der 1991 gegründeten Galerie o zwei und deren Gründer Wolfgang Krause.

## Hintergrund und Aktion
Die Aktion Knochengeld war ein symbolischer Versuch, auf eine satirische Weise das Bewusstsein für das Geld und den angeblichen Werteschwund des Geldes durch die kapitalistische Zinswirtschaft zu verstärken. Dabei wurde mit der Idee des Schwundgeldes nach Silvio Gesell experimentiert, indem eine Parallelwährung zu der zu diesem Zeitpunkt gerade erst seit drei Jahren eingeführten D-Mark in dem ehemals zu Ost-Berlin gehörenden Stadtteil geschaffen und verbreitet wurde. Diese Währung wurde von Beginn an so konzipiert, dass sie einen deutlichen Wertschwund von 5 % pro Woche hatte.
Startpunkt der Aktion war der 6. November 1993. An diesem Tag wurden die Geldscheine, die von insgesamt etwa 50 internationalen Künstlern geschaffen wurden, über die Dezentralbank in der Galerie o zwei erstmals ausgegeben. Alle Geldscheine hatten einen Wert von 20 Knochen und konnten am Ausgabetag im Verhältnis 1:1 gegen 20 D-Mark getauscht werden. In den folgenden Wochen fiel der Wert kontinuierlich ab, eine Aufwertung der Scheine erfolgte durch aufklebbare Wertmarken. Einkaufen konnte man mit den Knochen in 29 Geschäften und Gaststätten, die teilweise auch Sonderaktionen für Knochengeld einführten.
Am künstlerischen Begleitprogramm waren diverse weitere Künstler beteiligt. So wurde der Film Was ist los? des Berliner Filmemachers Harun Farocki gezeigt, außerdem gab es eine Schrott-Installation der Alternativkünstler dead chickens zur Bank sowie das Bandprojekt Knochen=Girl. Vorträge zu den Themen Komplementärwährung, Zinsknechtschaft und Inflation sollten die gesamte Aktion inhaltlich abrunden und in den Kontext der Diskussion um der Wertverfall einbetten.

## Entwicklung
Das Knochengeld sorgte sowohl lokal als auch überregional für eine rege Berichterstattung. Nur etwa ein Viertel der herausgegebenen Geldscheine wurde allerdings tatsächlich in den aktiven Umlauf gebracht, den Rest behielten die Besitzer als Kunstobjekte, deren Wert sich in der Zeit nach der Aktion durch die internationale Aufmerksamkeit deutlich steigerte. Einen vollständigen Satz der Knochenscheine kaufte das Deutsche Historische Museum für seine Numismatik-Sammlung ebenso, wie das damalige Kulturamt Prenzlauer Berg, welche sie in seine Kommunale Kunstsammlung aufnahm (heute Kommunale Kunstsammlung des Bezirksamtes Pankow). In beiden Sammlungen können die Scheine angesehen werden.

## Beteiligte Künstler
Folgende Künstler waren an der Aktion beteiligt:
G.P. Adam, Gamma Bak, Breeda C.C., Nils Chlupka, Henning Christiansen (DK), Ludwig Eben, Gruppe M, Josefine Günschel, Daniel Habegger, Stephan Hachtmann, Klaus Haller & Gloria Mészáros, Rita Hensen, Uta Hünniger, Brad Hwang (USA), Anne Jud, Sabine Herrmann, Urs Jaeggi (CH), MK Kähne, Siglinde Kallnbach, Laura Kikauka (Kanada), Klaus Killisch, Jeanette Kipka, Dietmar Kirves, Wolfgang Krause, Hans Peter Kuhn, Dirk Lebahn, Helge Leiberg, Via Lewandowsky, Ronald Lippok, Angela Lubic, Sarah Marrs (USA), Wolfgang Müller, Carsten Nicolai, Olaf Nicolai, Bert Papenfuß, A. R. Penck, Andrea Pichl, Raabenstein, Volker Ries, Jenny Rosemeyer, W.A. Scheffler, Christine Schlegel, Thomas Schliesser, Jürgen Schneider, Gerd Sonntag, Klaus Staeck, Holger Stark, Strawalde, Niko Tenten, Klaus Theuerkauf, Ina Wilczek, Volker Wilczek, Igor Zaidel (GUS), Mike Zimmermann (USA).